# Service à la russe

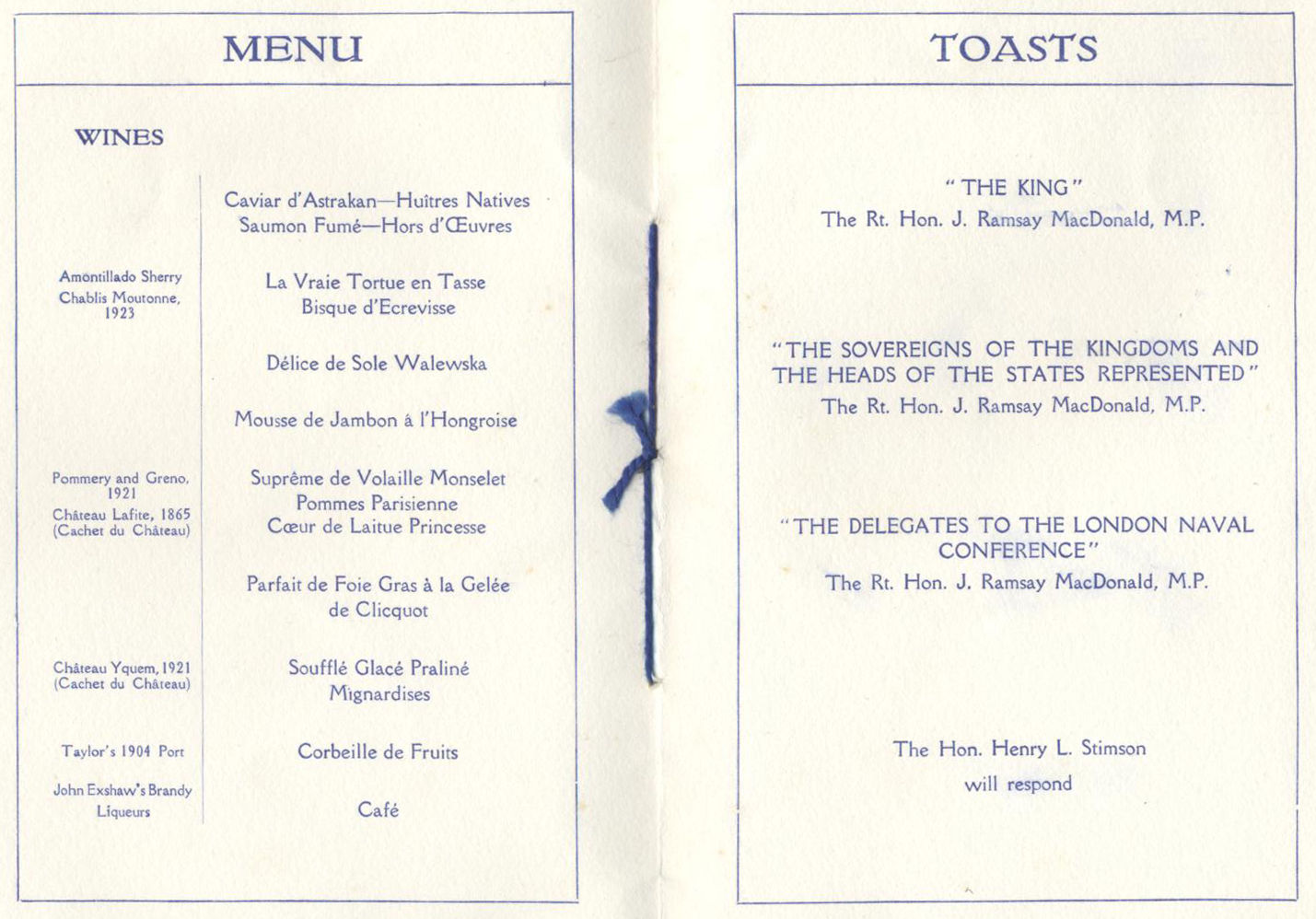
Menükártya 1930-ból

A service à la russe (orosz tálalási mód) az éttermekben általánosan elterjedt felszolgálási mód. Lényege, hogy az ételeket a menükártyán leírt sorrendben tálalják fel, ügyelve hogy az előző fogás fogyasztását a vendég befejezze.

## Története
Ennek az Oroszországban hagyományos tálalási módnak a pontos eredete a történelem homályába vész. A cári udvarban Nagy Péter Nyugat-Európából hozott szakácsai az uralkodó határozott utasítására alkalmazták ezt a tálalási módot. Alekszandr Kurakin párizsi orosz követ fogadásain Párizsban már a 19. század legelején is így szolgálták fel az ételeket. Általános ismertségre és elterjedésre az követően tett szert, hogy Marie-Antoine Carême, Talleyrand főszakácsa a bécsi kongresszuson az orosz tálalási mód szerint adta fel a menükártyán szereplő ételeket az addig megszokott francia tálalási mód (service à la française) helyett.
Az orosz tálalási mód nagy előnye, hogy az ételek fogyasztásuk szempontjából ideális hőmérsékleten adhatók az asztalra, és így tökéletesen érvényesül ízviláguk. Az orosz tálalási módhoz hozzátartozik a szabályosan megterített asztal (ez országonként nagyon változatos lehet) és a menükártya.